# Englische Cricket-Nationalmannschaft in Australien in der Saison 1878/79
Die Tour der englischen Cricket-Nationalmannschaft nach Australien in der Saison 1878/79 fand vom 2. bis zum 4. Januar 1879 statt. Die internationale Cricket-Tour war Bestandteil der Internationalen Cricket-Saison 1878/79 und umfasste einen Test, der von Australien gewonnen wurde.

## Vorgeschichte
Ursprünglich wurde das englische Team als Gentlemen of England (with Ulyett and Emmett) bezeichnet und bestand abseits der beiden genannten Profis aus Amateuren. Unter Kapitän Lord Harris reiste das Team dann auf einer vom Melbourne Cricket Club organisierten privaten Tour durch Australien und Neuseeland. Harris’ Mannschaft, das heute als Lord Harris’ XI bezeichnet wird kam nur zwei Monate nach der Rückkehr der Australier vom Spiel in England in Australien an. Die Mannschaft sollte fünf Tour-Spiele bestreiten, jeweils zwei gegen New South Wales und Victoria sowie eines gegen eine Auswahl die The Australian XI hieß und heute als australische Nationalmannschaft angesehen wird. Das Spiel des englischen Teams gegen Australien im Januar 1879 erhielt rückwirkend den Status eines Tests, was es sowohl zum dritten Testspiel aller Zeiten als auch zwischen Australien und England machte. Dabei war es noch nicht Teil der Ashes, die erst 1882 begannen.
Beim im Februar ausgetragenen Tour Match gegen New South Wales kam es in zu den berüchtigten Sydney Riot, nachdem eine Umpire-Entscheidung zu Ausschreitungen führte. Daraufhin sagte das Team die verbliebenen Spiele, darunter den geplanten zweiten Test der Serie, in Sydney ab. Später reiste das Team weiter nach Neuseeland, bei dem es ein Spiel in Christchurch bestritt. Von dort reisten sie über den Pazifischen Ozean und die Vereinigten Staaten nach Hause und bestritten unterwegs in Hoboken ein weiteres Spiel.

## Kaderlisten
Die Mannschaften benannten die folgenden Kader.
| Test | Test |
| Australien | England |
| --- | --- |
| - Dave Gregory (K) - Frank Allan - Alec Bannerman - Charles Bannerman - Jack Blackham (wk) - Harry Boyle - Tom Garrett - Tom Horan - Thomas Kelly - Billy Murdoch - Frederick Spofforth | - George Harris (K) - Charlie Absolom - Tom Emmett - Leland Hone (wk) - Monkey Hornby - Alfred Lucas - Francis MacKinnon - Vernon Royle - Sandford Schultz - George Ulyett - Alexander Webbe |

Henry Maul (1850–1940), ein Batter, spielte in acht Tour Matches und hatte später eine lange Karriere beim Warwickshire County Cricket Club, hatte jedoch keinen Einsatz im First-Class Cricket. Frank Penn, der einzige andere Engländer, der nicht im Test spielte, spielte 1880 im einmaligen Test gegen Australien.

## Tour Matches
| 24. – xx. Januar Scorecard | Sydney | Lord Harris’ XI 248 (135.3) & 217 (143.1) | – | New South Wales 240 (158.1) & 226-5 (152.0) |
|                            |        | New South Wales gewinnt mit 5 Wickets     |   |                                             |

| 7. – xx. Februar Scorecard | Sydney | Lord Harris’ XI 267                                   | – | New South Wales 177 & 49 (f/o) |
|                            |        | Lord Harris’ XI gewinnt mit einem Innings und 41 Runs |   |                                |

Am zweiten Tag befanden sich etwa 10.000 Zuschauer im heute als Sydney Cricket Ground bezeichneten Stadion. Nach dem Lunch verlor New South Wales jedoch mehrere Wickets und so forderte Lord Harris das Follow-on ein. Als das team von new South Wales dann bei 19 Runs stand, schied Billy Murdoch mit einem Run Out aus. Dieses wurde vom Umpire George Coulthard gegeben, der vom englischen Team bestimmt worden war. Aussage Umstehender legen nahe, dass es zwar eine knappe Entscheidung aber wohl die richtige war. Dennoch Stand Coulthard schon in der medialen Kritik nach Entscheidungen des ersten Tages und auch ird vermutet, dass durch das Ausscheiden große Summen bei Wetten verloren wurden. Daraufhin brach Unruhe aus und es folgte zunächst kein australischer Spieler als Ersatz für Murdoch auf dem Feld. Harris begab sich zum Kapitän von New South Wales, Dave Gregory, um sich zu erkundigen was los sei und dieser forderte Harris auf den Umpire auszutauschen. Dieses lehnte Harris ab. Während der Diskussionen kletterten einige Zuschauer über die Abzäunung und Harris rannte zurück um Coulthard zu beschützen. Harris wurde dann von einem Stock am Kopf getroffen, woraufhin sich Monkey Hornby den Übeltätet schnappte und diesen zum Pavilion schleifte, während er von Zahlreichen Zuschauern attackiert wurde. Der Mob ließ die englische Mannschaft für eine halbe Stunde nicht vom Feld, nach berichten verteidigten sich einige Spieler mit den Stumps. Das Außenfeld wurde dann geräumt und die Kapitäne konnten sich zunächst nicht auf eine Fortführung einigen und Gregory erklärte das Spiel für beendet. Harris bat dann den anderen Umpire, den späteren ersten Premierminister von Australien, Edmund Barton, zu vermitteln, was diesem gelang. Das mittlerweile wieder bestürmte Feld musste ein weiteres Mal geräumt werden, so dass das Spiel fortgesetzt werden konnte. Doch bevor dieses geschehen konnte, fand der nächste Platzsturm statt und das englische Team verteidigte sich gegen den Mob, bis das Spiel für den Tag als beendet erklärt wurde. Am kommenden Tag konnte Lord Harris mit seinem Team den deutlichen Sieg davontragen. Im Nachgang waren die australischen Medien zunächst Vorwurfsvoll gegenüber den Angreifern, jedoch wendete sich kurz darauf das Blatt. Es wurden Beleidigungen der Engländer kolportiert und als Lord Harris zurück in London seine Version der Geschichte veröffentlichte, wurden die englischen Gäste als Übeltäter ausgemacht. Harris hatte unter anderem die Mitglieder von North South Wales beschuldigt die Ausschreitungen ausgelöst zu haben. New South Wales verwies mehrere Mitglieder aus ihrem Club und es kam zu zwei Anklagen.
| 21. – xx. Februar Scorecard | Melbourne | Lord Harris’ XI 325 (144.3) & 171 (99) | – | Victoria 261 (161) & 236-8 (165) |
|                             |           | Victoria gewinnt mit 2 Wickets         |   |                                  |

| 7. – xx. März Scorecard | Melbourne | Lord Harris’ XI 248 & 54-4            | – | Victoria 146 & 155 (f/o) |
|                         |           | Lord Harris’ XI gewinnt mit 6 Wickets |   |                          |

## Test in Melbourne
| 2. – 4. Januar Scorecard | Melbourne | England 113 (54) & 256 (159.3)     | – | Australien 104 (68) & 19-0 (2.3) |
|                          |           | Australien gewinnt mit 10 Crickets |   |                                  |

Australien gewann den Münzwurf und entschied sich, als Schlagmannschaft zu beginnen. Für England konnte nach dem Verlust von vier frühen Wickets Lord Harris sich etablieren und fand dann mit Charlie Absolom einen Partner. Harris schied nach 33 Runs aus und Absolom erzielte dann ein Fifty über 52 Runs. Bester australischer Bowler war Frederick Spofforth mit 6 Wickets für 48 Runs, der unter anderem das erste Hattrick in einem Test erzielte. Für Australien erzielten Charles Bannerman 15 und Tom Horan 10 Runs, bevor Alec Bannerman und Frederick Spofforth eine Partnerschaft bildeten. Der Tag endete beim Stand von 95/3. Am zweiten Tag verlor Spofforth sein Wicket nach 39 Runs und der hineinkommende Tom Garrett erzielte 26 Runs. In der Folge konnten an der Seite von Bannerman Harry Boyle 28 und Thomas Kelly 10 Runs erreichen, bevor Bannerman nach einem Fifty über 73 Runs selbst ausschied und das letzte Wicket des innings verlor. Zu diesem Zeitpunkt hatte Dave Gregory 12* Runs erreicht und somit den Vorsprung auf 143 Runs erhöht. Bester englischer Bowler war Tom Emmett mit 7 Wickets für 68 Runs. In ihrem zweiten Innings erreichten die englischen Eröffnungs-Batter George Ulyett 14 und Bunny Lucas 13 Runs. Lord Harris bildete dann zusammen mit Vernon Royle eine Partnerschaft. Royle schied nach 18 Runs aus und Harris nach 36 Runs. Darafaufhin endete der Tag beim Stand von 103/6. Am dritten Tag beidlete sich dann eine letzte Partnerschaft zwischen Tom Emmett und Sandford Schultz. Schultz verlor sein Wicket nach 20 Runs und Emmett beendete das Innings ungeschlagen nach 24* Runs. Damit forderten sie die Australier erneut am Schlag heraus, stellten jedoch nur eine Vorgabe von 18 Runs. Bester australischer Bowler war Frederick Spofforth mit 7 Wickets für 62 Runs. Für Australien konnten dann Charles Bannerman mit 15* und Billy Murdoch mit 4* Runs die Vorgabe im dritten over einholen.

## Statistiken
Die folgenden Cricketstatistiken wurden bei dieser Tour erzielt.
| Tests               | Tests      | Tests   | Tests   | Tests   | Tests   | Tests   | Tests   | Tests   |
| Batting             | Batting    | Batting | Batting | Batting | Batting | Batting | Batting | Batting |
| Spieler             | Mannschaft | Spiele  | Innings | Runs    | Average | HS      | 100s    | 50s     |
| ------------------- | ---------- | ------- | ------- | ------- | ------- | ------- | ------- | ------- |
| Alec Bannerman      | Australien | 1       | 1       | 73      | 73,00   | 73      | 0       | 1       |
| Lord Harris         | England    | 1       | 2       | 69      | 34,50   | 69      | 0       | 0       |
| Charlie Absolom     | England    | 1       | 2       | 58      | 29,00   | 52      | 0       | 1       |
| Frederick Spofforth | Australien | 1       | 1       | 39      | 39,00   | 39      | 0       | 0       |
| Charles Bannerman   | Australien | 1       | 2       | 30      | 30,00   | 15*     | 0       | 0       |
| Bowling             |            |         |         |         |         |         |         |         |
| Spieler             | Mannschaft | Spiele  | Overs   | Wickets | Average | BBI     | 5W      | 10W     |
| Frederick Spofforth | Australien | 1       | 60.0    | 13      | 8,46    | 7/62    | 2       | 0       |
| Tom Emmett          | England    | 1       | 59.0    | 7       | 9,71    | 7/68    | 1       | 0       |
| Frank Allan         | Australien | 1       | 45.0    | 4       | 20,00   | 2/30    | 0       | 0       |
| Harry Boyle         | Australien | 1       | 17.0    | 2       | 13,50   | 1/11    | 0       | 0       |
| Alfred Hornby       | England    | 1       | 7.0     | 1       | 0,00    | 1/0     | 0       | 0       |
| Sandford Schultz    | England    | 1       | 8.2     | 1       | 26,00   | 1/16    | 0       | 0       |
| Tom Garrett         | Australien | 1       | 15.0    | 1       | 36,00   | 1/18    | 0       | 0       |
| George Ulyett       | England    | 1       | 63.0    | 1       | 102,00  | 1/93    | 0       | 0       |